# Jūdakī
Jūdakī (persiska: جودكی) är en ort i Iran.   Den ligger i provinsen Qazvin, i den nordvästra delen av landet, 230 km nordväst om huvudstaden Teheran. Jūdakī ligger 559 meter över havet och antalet invånare är 155.
Terrängen runt Jūdakī är kuperad åt sydväst, men åt nordost är den bergig. Runt Jūdakī är det ganska glesbefolkat, med 29 invånare per kvadratkilometer. Närmaste större samhälle är Manjīl, 14,5 km öster om Jūdakī. Trakten runt Jūdakī består i huvudsak av gräsmarker.